# 伊勢本線料金所
伊勢本線料金所（いせほんせんりょうきんじょ）は、三重県伊勢市にある伊勢自動車道の本線料金所。
伊勢西IC、伊勢ICとも料金所はなく、伊勢西ICは関方面のみ出入り可能なハーフインターチェンジであるため、下りはここで料金精算を行い、上りはここで通行券を受け取る。

## 料金所
レーン運用は、時間帯やメンテナンスなどの事情によって変更される場合がある。
- ブース数：8[2]

### 入口
- ブース数：3[2]
  - ETC専用：1
  - ETC/一般：1
  - 一般：1

### 出口
- ブース数：5[2]
  - ETC専用：2
  - 一般：3

## 隣
E23 伊勢自動車道
(40) 玉城IC - 伊勢TB - (41) 伊勢西IC - (42) 伊勢IC